# 费拉拉市政厅
费拉拉市政厅（Palazzo Municipale）是意大利费拉拉的市政厅。这是一座中世纪建筑，位于市中心的市政厅广场（Piazza del Municipio）2号。
该建筑曾是埃斯特公爵的住所，直到十六世纪公爵迁入附近的埃斯特城堡。

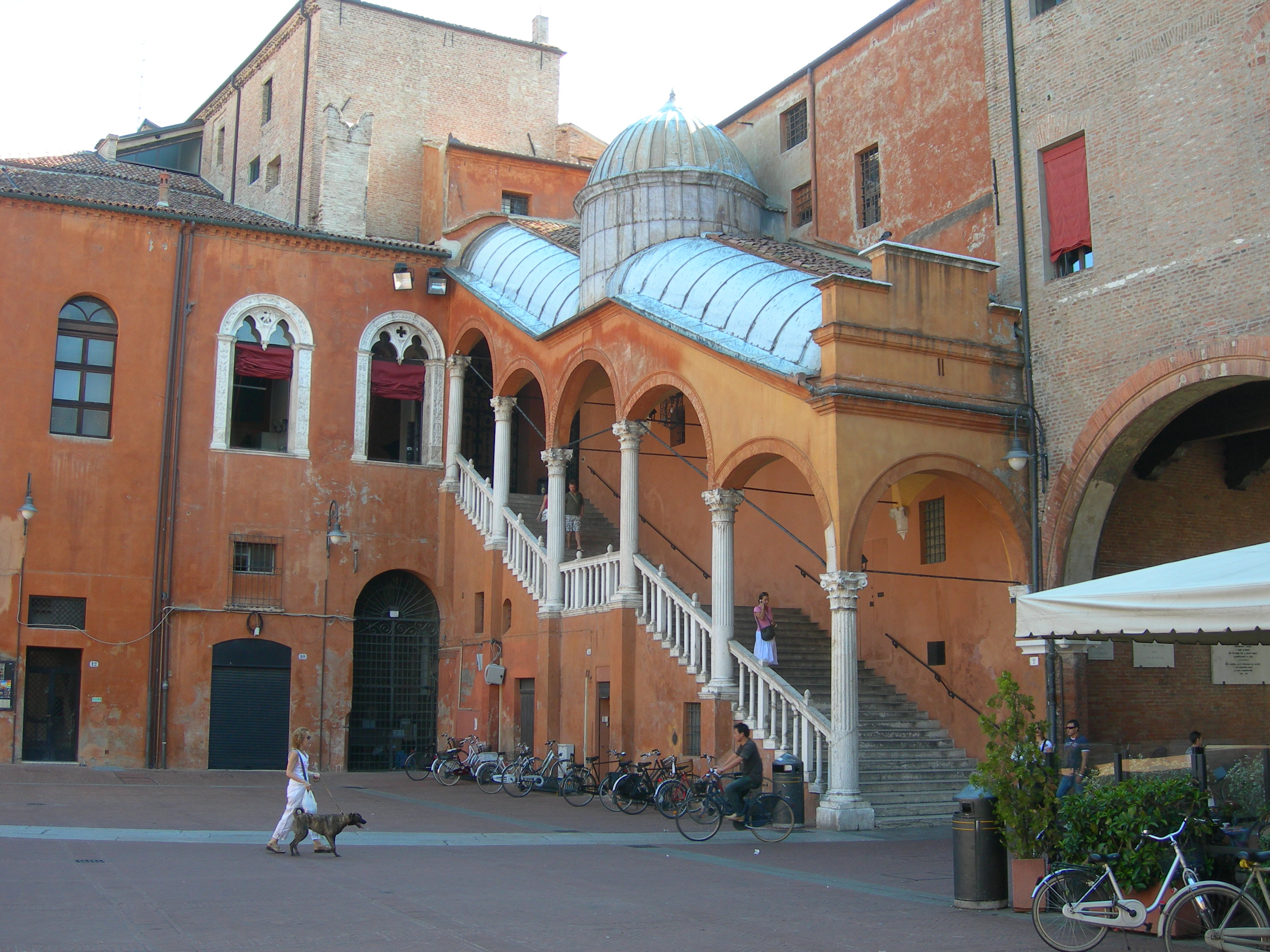

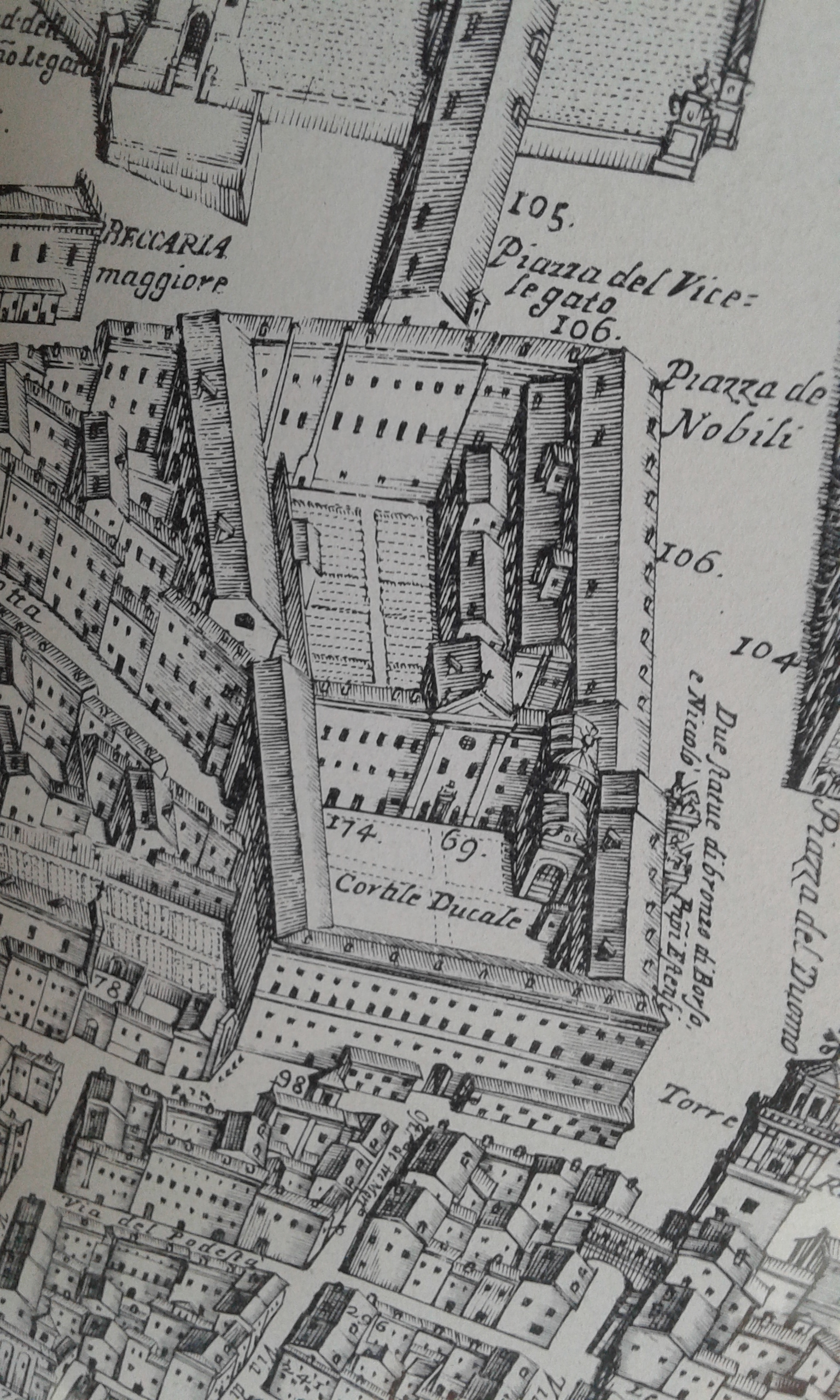
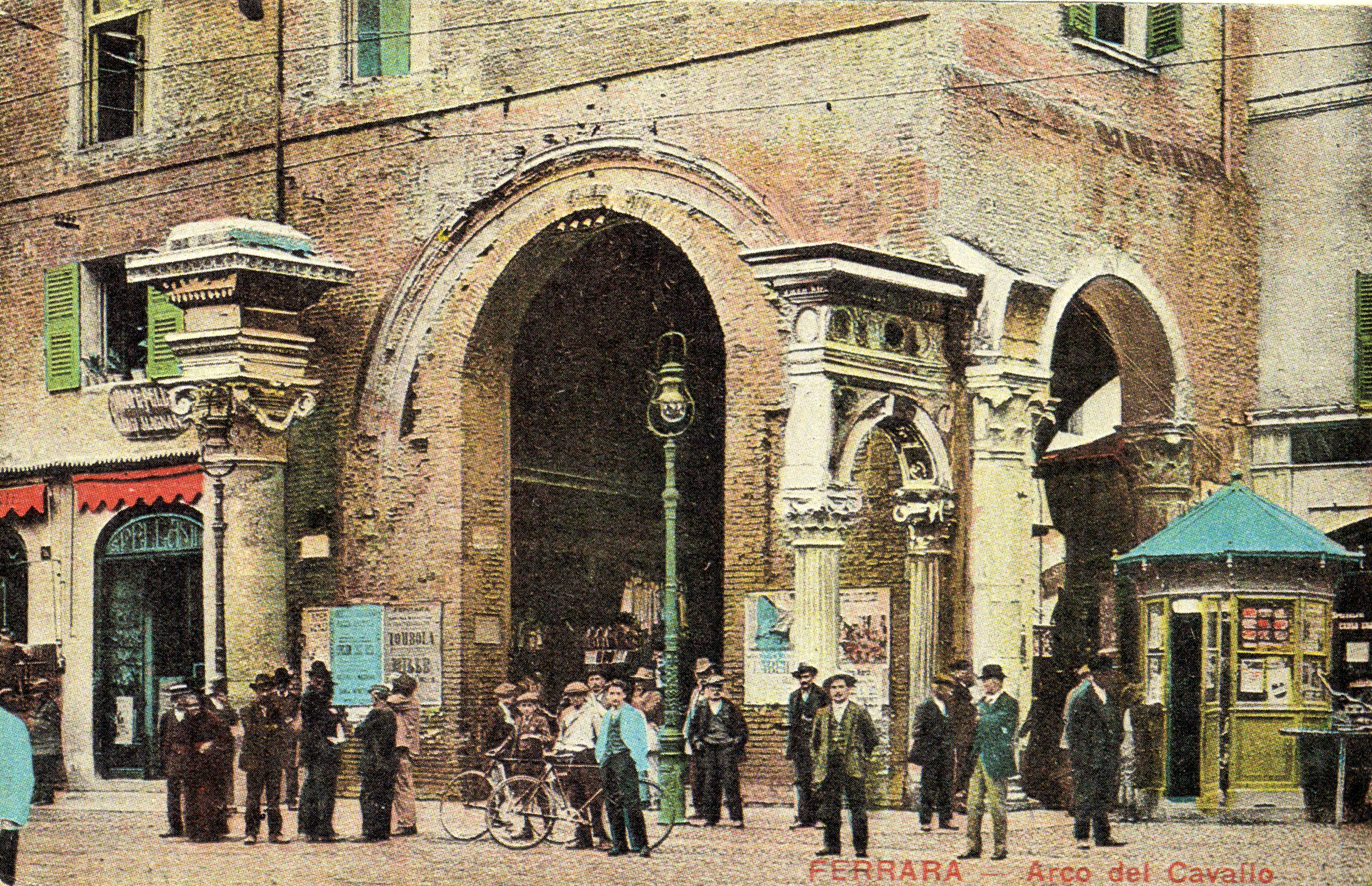
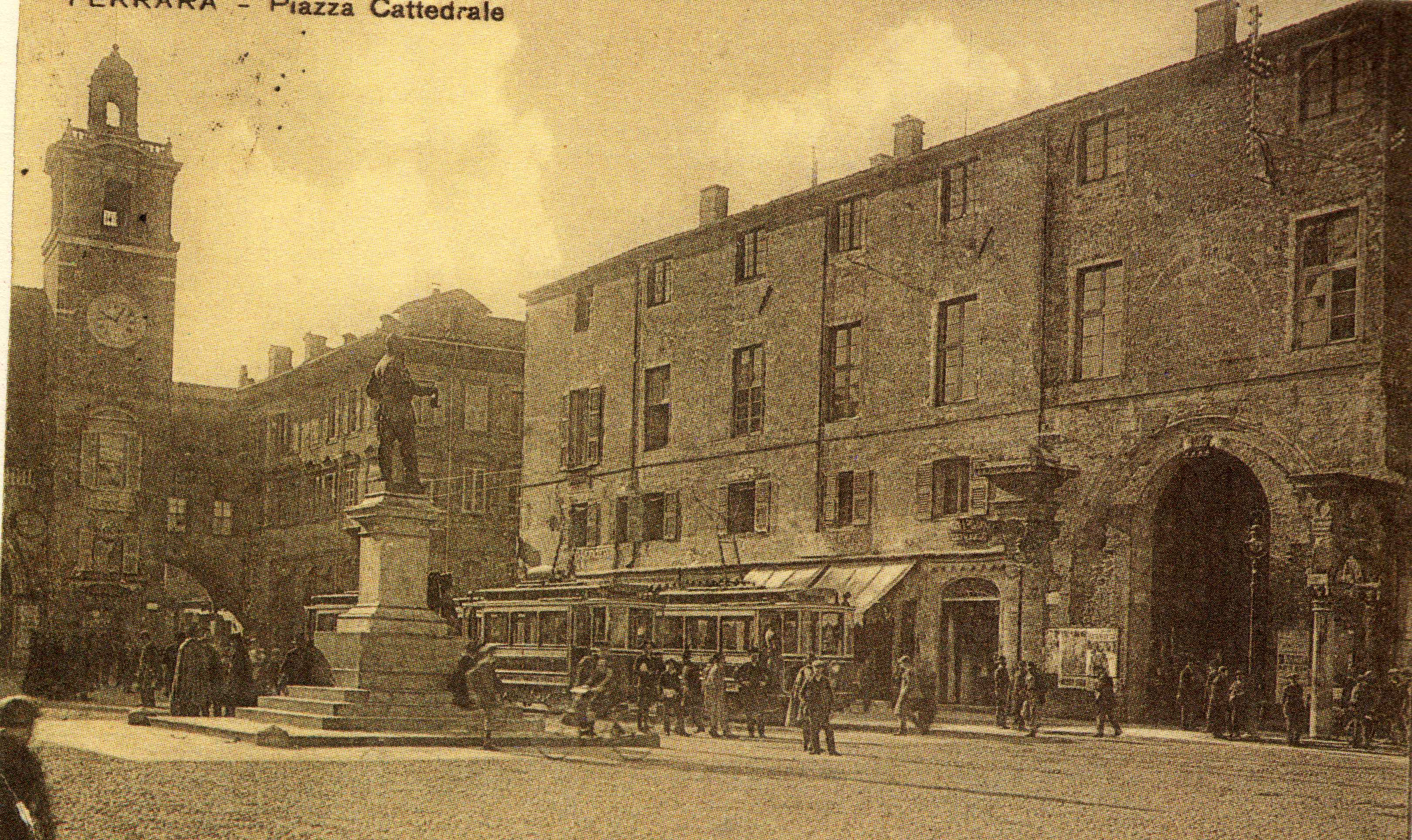
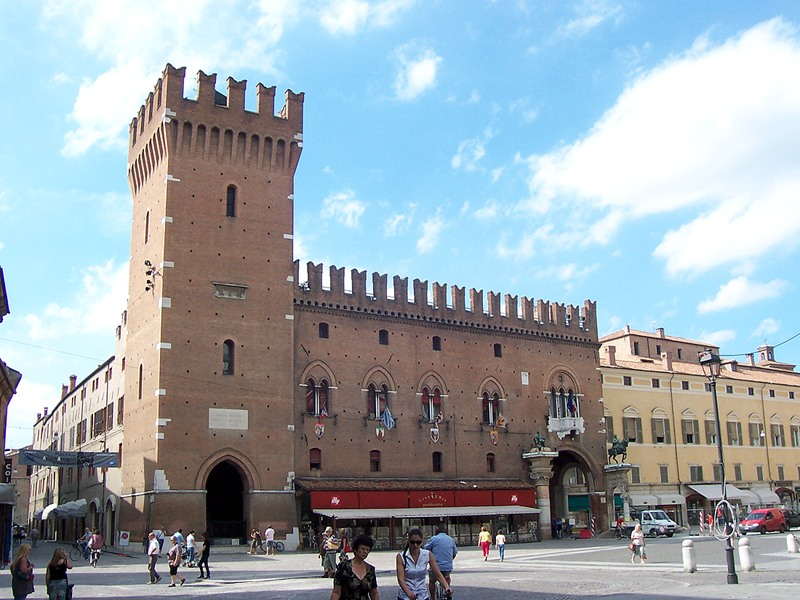